# RO's Torv
RO's Torv er et butikscenter i Roskilde, der blev indviet oktober 2003.
Centeret har i dag 84 butikker, restauranter og spisesteder samt biograf og fitnesscenter.
RO's Torv blev i april 2005 og 2007 kåret til Danmarks flotteste butikscenter.[kilde mangler]

## Opførelse og udbygning
Den danske ejendomskoncern Keops var totalentreprenør på opførelsen af butikscentret, der stod færdig i 2003. Keops ejede stedet i fællesskab med arkitekt Claus B. Hansen, som imidlertid blev købt ud i 2006 af Keops, hvorefter koncernen solgte RO'S Torv til Essex Invest i Aarhus. Virksomheden var ligeledes entreprenør på udvidelsen der begyndte i 2006. I 2008 blev det overtaget af ejendomsinvesteringsselskabet DADES for 1,6 mia. DKK. DADES ejer fortsat centret.
I 2006-2009 blev centret udvidet fra 40.000 m² til 84.000². Den omfattende udvidelse af butikscenteret blev tegnet af AK83 Arkitekter og udført af Keops, og den stod færdig i februar 2009.